# Meruge
Meruge is een plaats (freguesia) in de Portugese gemeente Oliveira do Hospital en telt 668 inwoners (2001).